# Patrick Mtiliga
Patrick Mtiliga (Copenhague, 28 de janeiro de 1981) é um futebolista dinamarquês, que atua no FC Nordsjælland.
Filho de mãe dinamarquesa e pai tanzaniano, integrou a Seleção Dinamarquesa na Copa do Mundo de 2010.